# Jig'al Kohen-Orgad
Jig'al Kohen-Orgad (hebrejsky יגאל כהן-אורגד‎, narozen 30. srpna 1937 – 27. srpna 2019) byl izraelský politik, který od října 1983 do září 1984 zastával post izraelského ministra financí.

## Biografie
Narodil se v Tel Avivu za dob mandátní Palestiny a vystudoval ekonomii a pedagogiku na Hebrejské univerzitě. V mládí byl členem mládežnického hnutí Bnej Ecel (doslova „Mladý Irgun“). V roce 1962 začal pracovat v úřadu ekonomického plánování při ministerstvu financí.
Vstoupil do strany Cherut, ale později ji opustil a roce 1965 vstoupil do strany ha-Merkaz ha-chofši. Nakonec se však do Cherutu vrátil a ten se v polovině 70. let transformoval do aliance Likud. Stal se předsedou ekonomické rady Cherutu a ve volbách v roce 1977 byl za stranu Likud zvolen poslancem Knesetu. Ve volbách v roce 1981 byl opětovně zvolen a v říjnu 1983 byl jmenován ministrem financí. Přestože svůj poslanecký mandát obhájil i v následujících volbách, nebyl již členem vlády. O poslanecký mandát přišel ve volbách v roce 1988.